# Андора на Летњим олимпијским играма 2004.
Андори је ово било осмо учешће на Летњим олимпијским играма. Делегацију Андоре, на Олимпијским играма 2004. у Атини, Грчка представљало је шесторо спортиста (четири мушкарца и две жене) који су се такмичили у четири спорта у појединачној конкуренцији.
На свечаном отварању Игара заставу Андоре носио је пливач Осине Асијане, најмлађи такмичар у делегацији са 18 година и 43 дана. Најстарији је био стрелац Francesc Repiso Romero који је имао 40. година и 201 дан.
Андора није освојила ниједну медаљу па је остала у групи земаља које никад нису освајале олимпијске медаље.

## Учесници по дисциплинама
| Спорт      | Мушкарци | Жене | Укупно |
| ---------- | -------- | ---- | ------ |
| Атлетика   | 1        | 0    | 1      |
| Пливање    | 1        | 1    | 2      |
| Стрељаштво | 1        | 0    | 1      |
| Џудо       | 1        | 0    | 1      |
| Укупно(4)  | 4        | 2    | 6      |

## Резултати

### Атлетика

#### Мушкарци
| Атлетичар       | Дисциплина | Група    | Група | Четвртфинале | Четвртфинале | Полуфинале | Полуфинале | Финале   | Финале       | Детаљи |
| Атлетичар       | Дисциплина | Резултат | Место | Резултат     | Место        | Резултат   | Место      | Резултат | Место        | Детаљи |
| --------------- | ---------- | -------- | ----- | ------------ | ------------ | ---------- | ---------- | -------- | ------------ | ------ |
| Антони Бернардо | Маратон    |          |       |              |              |            |            | 2:23:55  | 57/ 81 (101) |        |

#### Жене
| Силвија Фелипо | 1.500 м | 4:44,40 ЛРС | 13 гр 1 |  |  |  |  |  |  | 2:31:28 | 42/44 (48) |  |

## Пливање

#### Мушкарци
| Пливач        | Дисциплина     | Група   | Група   | Полуфинале           | Полуфинале           | Финале               | Финале       | Детаљи |
| Пливач        | Дисциплина     | Време   | Пласман | Време                | Пласман              | Време                | Пласман      | Детаљи |
| ------------- | -------------- | ------- | ------- | -------------------- | -------------------- | -------------------- | ------------ | ------ |
| Осине Асијане | 200 м мешовито | 2:06,48 | 2 гр 2  | Није се квалификовао | Није се квалификовао | Није се квалификовао | 36 / 48 (50) |        |

#### Жене
| Пливачица         | Дисциплина     | Група   | Група    | Полуфинале           | Полуфинале           | Финале               | Финале  | Детаљи |
| Пливачица         | Дисциплина     | Време   | Пласман  | Време                | Пласман              | Време                | Пласман | Детаљи |
| ----------------- | -------------- | ------- | -------- | -------------------- | -------------------- | -------------------- | ------- | ------ |
| Carolina Cerqueda | 100 м слободно | 1:00,38 | 1 у гр 1 | Није се квалификовла | Није се квалификовла | Није се квалификовла | 48 / 50 |        |

### Стрељаштво

#### Мушкарци
| Стрелац                | Дисциплина | Квалификације        | Финале          | Укупнан резултат | Укупни пласман | Белешка |
| ---------------------- | ---------- | -------------------- | --------------- | ---------------- | -------------- | ------- |
| Francesc Repiso Romero | Трап       | 106 (24+23+22+23+14) | Није с пласирао | 106              | = 35/35        |         |

### Џудо

#### Мушкарци
| Џудиста     | Дис.    | коло 64    | Коло 32                                          | Коло 16            | Четвртфин.         | Полуфин.           | Репасаж 1          | Репасаж 2          | Меч за бронзу    | Фин.             | Фин.             | Дет. |
| Џудиста     | Дис.    | Прот. Рез. | Противник Резултат                               | Противник Резултат | Противник Резултат | Противник Резултат | Противник Резултат | Противник Резултат | Прот. Рез.       | Прот. Рез.       | Плас.            | Дет. |
| ----------- | ------- | ---------- | ------------------------------------------------ | ------------------ | ------------------ | ------------------ | ------------------ | ------------------ | ---------------- | ---------------- | ---------------- | ---- |
| Тони Бесоли | − 90 кг |            | Vicbart Geraldino · Доминиканска Република · Пор | Није се пласирао   | Није се пласирао   | Није се пласирао   | Није се пласирао   | Није се пласирао   | Није се пласирао | Није се пласирао | Није се пласирао |      |